# Muldvarpe
Muldvarpe er en familie i pattedyrsordenen ægte insektædere, tidligere i ordenen insektædere. Til familien regnes omkring 46 arter fordelt på 17 slægter i tre underfamilier. Der findes muldvarpe i Europa, Asien og Nordamerika. I det centrale Europa findes kun europæisk muldvarp. Mange, men ikke alle muldvarpe, lever i underjordiske gange som de selv graver. Nogle arter lever over jorden eller delvist i vand.

## Beskrivelse
Muldvarpe har typisk en tyk, mere eller mindre cylindrisk krop, fremragende snude, kort hals og korte ben. Alle muldvarpe er små. Kropslængden varierer fra 3 til 22 cm og vægten fra 9 til 170 g. Den største art er russisk desman, og de mindste arter ligner spidsmus.
Halelængden varierer, hos gravende arter er den sædvanligvis kort og kun sparsomt behåret. Hårene er normalt følehår som hjælper arten med at orientere sig bagud. Hos spidsmuslignende arter og desmaner er halen lige så lang som resten af kroppen. Hos desmanerne er den også fladtrykt hvilket giver bedre manøvredygtighed i vand.
Hos underjordiske arter består pelsen kun af uldhår så den føles blød og fin. De kan derfor bevæge sig frem og tilbage i snævre gange uden større problemer. Desmaner har derimod en næsten vandtæt pels. Pelsens farve varierer mellem lysegrå, forskellige nuancer af brun og sort.
Alle muldvarpe har duftkirtler i huden til at markere revirets grænser. Desmaner har derforuden kirtler ved haleroden som afsondrer en moskusagtig duft.
Hos nogle arter er forbenene tilpasset gravning med kraftfulde kløer og udadvendte poter der kan skovle jord væk foran kroppen. Desmaner har derimod poter med svømmehud og en bræmme af stive hår langs kanten som hjælper ved svømning.
Alle arter har små øjne og dårligt syn, men kun få er helt blinde. De udvendige ører er meget små eller mangler helt. Muldvarpe er meget afhængige af deres følesans med følehår i ansigtet, på benene og halen. Deres fleksible snuder er specielt følsomme. Desmaner kan lukke deres næsebor og ører når de dykker. Muldvarpes penis peger bagud, og de har ingen pung.
Hunnerne har seks eller otte patter. Begge køn har fem tæer med kløer på både forben og bagben. Poterne har et ekstra ben, kaldet os falciforme. Hos de gravende muldvarpe er nøglebenet og overarmsbenet forbundne. Skinneben og lægben er delvist sammenvoksede hos alle muldvarpe. Skambenet forbinder ikke bækkenets to sider. Kraniet er langt, smalt og temmelig fladt.
Muldvarpe spiser insekter og andre små dyr. Gravende muldvarpe spiser mest regnorme, insektlarver og snegle, men desmaner spiser vandlevende dyr som rejer, insektlarver og snegle.

## Klassifikation
Familien er inddelt i 3 underfamilier med i alt 17 slægter og ca. 46 arter. Underfamilierne er:
- Underfamilie Uropsilinae (Spidsmusmuldvarpe): 1 slægt med 4 arter i Kina, Burma og Butan.
- Underfamilie Scalopinae: 5 slægter med 6-7 arter i Nordamerika og 1 art i Kina.
- Underfamilie Talpinae: Muldvarpe og desmaner. 11 slægter i Asien, Europa og Nordamerika.

## Ikke-beslægtede, men lignende dyr
Disse dyr ligner muldvarpe, men tilhører andre dyregrupper:
- Pungmuldvarpe som er pungdyr
- Guldmuldvarpe som tilhører ordenen Afrosoricida